# I Am Sam (serie de televisión)
I am Sam (en hangul, 아이엠샘; romanización revisada, Aiem Saem), también conocida en español como Yo soy Sam, es una serie de televisión surcoreana de comedia romántica emitida por KBS 2TV desde el 6 de agosto hasta el 2 de octubre de 2007, basada en la serie de manga Kyōkasho ni Nai! (教科書にないッ!?) originales de Kazuto Okada, y protagonizada por Yang Dong Geun, Park Min Young, Park Jun Gyu, Son Tae Young y T.O.P (Big Bang).

## Argumento
Yoo Jae Gon (Park Jun Gyu) es un gánster líder de una organización infame, el queda preocupado por las perspectivas de futuro de su única hija, Eun Byul (Park Min Young), que se niega a estudiar. Entonces por coincidencia o destino Eun Byul se enamora de su profesor de la secundaria Jang Yi San (Yang Dong Geun). 
Jae Gon después de descubrir que Yi San en realidad puede inspirar a su problemática hija, para centrarse en sus estudios, le ofrece un trato para Yi San, convertirse en tutor privado de su hija a cambio de un millón de wones. El problema es que Yi San tiene que irse a vivir con ella, mientras el dinero le ha otorgado como garantía de su propia vida.

## Reparto

### Personajes principales
- Yang Dong Geun como Jang Yi San.
- Park Min Young como Yoo Eun Byul.
- Son Tae Young como Shin So Yi.
- Park Jun Gyu como Yoo Jae Gon.
- T.O.P como Chae Moo Shin.

### Personajes secundarios
- Park Chae Kyung como Min Sa Kang.
- Park Jae Jung como Kim Woo Jin.
- Jo Hyang Ki como Hong Dae Ri.
- Kwak Ji Min como Da Bin.
- Dan Ji como Ye Bin.
- Ban So Young como Hyo Bin.
- Lee Min Ho como Huh Mo Se.
- Choi Jae Hwan como Han Tae Sung.
- Park Chul Ho como Kim In Seol.
- Kim Yoo Bin como Kim Hee Chul.
- Ryan como Ji Sun Hoo.
- Kim Hong Shik como Park Nam Kyu.
- Yoo Tae Woong como Ko Dong Sool.
- Choi Joo Bong como Huh Deok Bae.
- Park Sang Hyun como Park Han Suk.
- Shin Pyo como Kang Ha.

## Banda sonora
| Índice de canciones |                                            |                 |          |  |
| N.º                 | Título                                     | Artista         | Duración |  |
| 1.                  | «나만 나만» (Naman Naman)                  | Paran           | 2:58     |  |
| 2.                  | «Love You» (Orchestration Mix)             | Byul            | 3:59     |  |
| 3.                  | «I Do»                                     | Genie           | 3:14     |  |
| 4.                  | «Love You»                                 | Byul            | 3:58     |  |
| 5.                  | «나만 나만» (Instrumental)                 | Varios artistas | 2:59     |  |
| 6.                  | «기분 좋은 하루» (Gibon joheun haru)       | Varios artistas | 2:12     |  |
| 7.                  | «사랑, 마음의 병» (Sarang, Maeumui Byeong) | Varios artistas | 1:24     |  |
| 8.                  | «Fever»                                    | Varios artistas | 1:36     |  |
| 9.                  | «달리기» (Dalrigi)                         | Varios artistas | 1:14     |  |
| 10.                 | «아이» (Ai)                                | Varios artistas | 0:50     |  |

## Emisión internacional
- Japón: BS 11 (2011).
- Taiwán: Videoland Drama.